# San Salvatore (Casoria)
La contrada San Salvatore, su cui insiste la zona commerciale San Salvatore, è un nucleo abitato del comune di Casoria, nella città metropolitana di Napoli, in Campania

## Geografia fisica
Si trova nella zona sud del comune di Casoria, ai confini con la frazione di Arpino (località Cittadella) e il comune di Afragola.

Un lembo della zona, in cui un tempo aveva sede una torre di controllo Enav, confina anche con il comune di Napoli, tra i quartieri San Pietro a Patierno e Poggioreale: una piccola porzione della pista dell'aeroporto rientra proprio nel comune di Casoria.

## Storia
Anticamente conosciuta come San Salvadore delle Monache, divenne successivamente contrada San Salvatore, fu uno dei villaggi dalla cui riunione ebbe origine la città di Afragola, dal XX secolo ha visto una forte cementificazione che l'hanno resa una zona industriale e commerciale. Nel 1978 vi fu aperto il primo ipermercato della Campania con insegna Euromercato.

## Infrastrutture e trasporti
La località è servita dall'uscita Casoria-Afragola della Circumvallazione Esterna di Napoli, dall'uscita Volla dell'autostrada A1 e dall'uscita dedicata sulla Strada provinciale 527 Cantariello.